# 三河大草駅

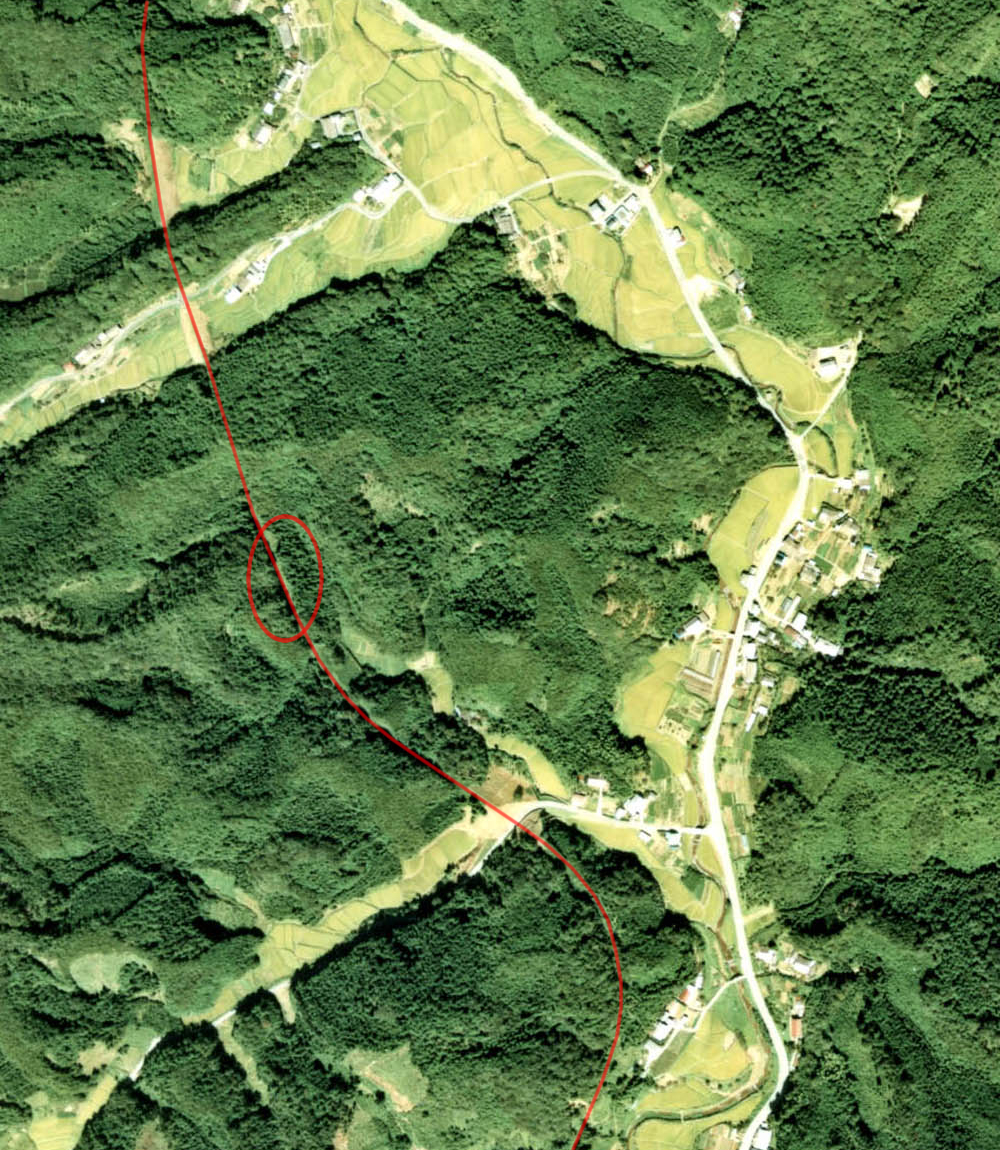
1977年の三河大草駅跡とその周囲。赤で囲った場所に駅があった。赤い線は田口線の廃線跡。

三河大草駅（みかわおおくさえき）は、愛知県新城市富保にかつて存在した豊橋鉄道田口線（旧・田口鉄道）の駅である。南設楽郡長篠村（1956年以降は鳳来町、現・新城市）にあった駅の一つ。

## 歴史
三河大草駅は1930年（昭和5年）4月13日、田口鉄道により開設された。
田口鉄道は、現在のJR飯田線本長篠駅と北設楽郡設楽町を結んだ鉄道で、その第一期線として本長篠駅から三河海老駅までの区間が1929年（昭和4年）に開通した。このとき三河大草駅は設置されていないので、同駅は路線の開通から1年遅れて追加される形となった。駅が置かれたのは、大草トンネルの手前にあたる山中であった。
1956年（昭和31年）10月1日、田口鉄道が豊橋鉄道に合併されたため豊橋鉄道田口線の駅となった。そして田口線の廃線に伴って1968年（昭和43年）9月1日、駅も廃止された。
廃線となった田口線はバスに転換された。2012年現在、田口線があったルートに沿って走るバスは豊鉄バス田口新城線である。愛知県道32号長篠東栄線を走行しており、駅があった富保地内の字下畑に、駅名にある「大草」を名乗るバス停留所がある。一方で、山中の駅跡地にはホーム跡が残されている。
NHK BSプレミアムで放送の紀行番組「にっぽん縦断 こころ旅」910日目『愛知県新城市』の回で同駅のホーム跡が紹介された。

## 構造
片面ホーム1面1線で列車の行き違いが不可能な駅であった。駅員は配置されていない（無人駅）。

## 利用状況
1957年度の乗車人員は1万1千人（1日平均29人）で、そのうち約5割にあたる6千人が定期乗車券での利用客であった。乗車人員は田口線の全11駅中で最少である。一方、貨物の取り扱いはない。

## 隣の駅
豊橋鉄道
田口線
本長篠駅 - 三河大草駅 - 鳳来寺駅